# Douglass Parker
Douglass Stott Parker Senior (* 27. März 1927 in La Porte, Indiana; † 8. Februar 2011 in Austin, Texas) war ein US-amerikanischer Altphilologe, Hochschullehrer und Übersetzer.

## Leben
Parker war der Sohn von Cyril Rodney Parker und dessen Frau Isobel (geborene Douglass). Er studierte bis zum Bachelor an der University of Michigan und promovierte an der Princeton University. Er war von 1961 bis 1962 Mitglied des Center for Hellenic Studies und erhielt ein Guggenheim-Stipendium. Seine Übersetzung von Die Weibervolksversammlung des Aristophanes war einer der Finalisten der National Book Awards 1968 in der Kategorie Übersetzung.
Parker war bekannt für seine Übersetzungen griechischer und römischer Komödien. Er übersetzte Lysistrata, Die Wespen und Die Weibervolksversammlung von Aristophanes. Zudem übersetzte er Eunuchus von Terenz und Menaechmi von Plautus. Seine Übersetzungen wurden mehrfach publiziert und die Stücke in seiner Übersetzung weltweit aufgeführt. Seine Lysistrata-Übersetzung wurde weltweit über 200 mal gespielt.
Parker war über 40 Jahre Professor für Klassische Philologie an der University of Texas at Austin. Davor war er Professor in Yale (1953–1955) und an der University of California (1955–1967).
Parker starb mit 83 Jahren in Austin an Krebs. Er schlug vor, dass seine Grabinschrift “but I digress…” (Aber ich schweife ab…) lauten sollte.